# Nassau-Klasse
| Deutsches Reich                  | Deutsches Reich | Deutsches Reich |
| SMS Rheinland                    | SMS Rheinland |                 |
| Klassendetails                   | Klassendetails |                 |
| -------------------------------- | --- | --------------- |
| Schiffstyp                       | Großlinienschiff (Schlachtschiff) |                 |
| Vorgänger                        | Deutschland-Klasse |                 |
| Nachfolger                       | Helgoland-Klasse |                 |
| Einheiten                        | 4 |                 |
| Dienstzeit                       | 1909–1919 |                 |
| Schwesterschiffe                 | |                 |
| Nassau Westfalen Rheinland Posen | |                 |
| Technische Daten                 | |                 |
| Wasserverdrängung                | Konstruktion: 18.873 t Maximal: 20.535 t |                 |
| Länge                            | KWL: 145,6 m über alles: 146,1 m |                 |
| Breite                           | 29,9 m |                 |
| Tiefgang                         | 8,76 m |                 |
| Bewaffnung                       | - 12 × 28 cm SK L/45 in 6 Doppeltürmen - 12 × 15 cm SK L/45 in Kasematten - 14 × 8,8 cm SK L/45 (Seeziel bis 1916) - 2 × 8,8 cm L/45 (Flak ab 1915) - 6 × Torpedorohr {\displaystyle \varnothing } 45 cm |                 |
| Panzerung                        | - Gürtel: 80–300 mm - Seitenpanzer: 100–170 mm - Deck: 55–80 mm - Kasematten: 160 mm - Türme: 90–280 mm - Leitstände: 50–400 mm                                                                          |                 |
| Antriebsanlage                   | - 12 kohle-/ölgefeuerte Dampfkessel - 3 stehende 3-Zylinder-Dreifachexpansions-Dampfmaschinen - 3 vierflügelige Propeller{\displaystyle \varnothing } 5 m                                                |                 |
| Maschinenleistung                | Dauerlast: 22.000 PSi Probefahrt: 26.244 – 27.117 PSi |                 |
| Brennstoffvorrat                 | 2.700 t Kohle und 160 t Öl |                 |
| Geschwindigkeit                  | 19 kn (Probefahrten: 20–20,2 kn) |                 |
| Fahrbereich                      | 8300 sm bei 12 kn |                 |
| Besatzung                        | 1008 Mann |                 |

Die Nassau-Klasse war eine Klasse von vier Großlinienschiffen der Kaiserlichen Marine, benannt nach preußischen Provinzen. Sie war die erste deutsche Schiffsklasse, die nach ähnlichen Prinzipien wie die britischen Dreadnought-Schlachtschiffe entworfen wurde.

## Entwurf
Die Nassau war der erste deutsche Dreadnought und nur unwesentlich größer als der Namensgeber dieser Schiffskategorie in Diensten der Royal Navy. Der Entwurf trug den neuesten Entwicklungen im Bereich der Feuerleitung Rechnung, bei der man auch mit größeren Geschützen mit ihrer höheren Reichweite sicher zielen konnte. Im Inneren wurde das Einrichtungsmaterial Holz immer mehr durch Blech ersetzt. Weitere konstruktive Verbesserungen im Detail betrafen die systembedingten Wanddurchbrüche (Kabelführungen, Rohrsysteme) sowie die Notfallausrüstung (Feuerlösch-, Lenz- und Flutvorrichtungen). Für deren Bauausführung war bis 1914 August Müller zuständig.

### Bewaffnung
Die Schiffe der Nassau-Klasse wurden mit den neu konstruierten 28 cm-SK-L/45-Geschützen ausgerüstet. Der Turm wurde als „Drh.L. C/06“ bezeichnet. Die Geschütze darin konnten 6° gesenkt und 20° erhöht werden. Die Türme auf der Mittellinie konnten 150° auf jede Seite der Schiffe geschwenkt werden. Die Seitentürme hatten einen Schwenkbereich von jeweils 160°. Als Granaten standen 302 kg schwere panzerbrechende Geschosse zur Verfügung, die bei maximaler Erhöhung bis zu 18,9 km (ab 1915 20,4 km) weit verschossen werden konnten. Jedes Geschütz hatte einen Munitionsvorrat von 75 Granaten, und die Türme konnten drei Salven pro Minute feuern.
Neben der 28-cm Hauptartillerie behielt man jedoch, im Unterschied zur Royal Navy, eine mittlere Artillerie von 15-cm-Geschützen bei. Diese hatte Geschütze vom Typ 15 cm SK L/45 in Kasematten, wo sie 5° gesenkt und 20° erhöht sowie um 80° auf jede Seite geschwenkt werden konnten. Es konnten bis zu sieben Schuss pro Minute mit einem Geschossgewicht von 45,3 kg bei maximaler Erhöhung 14,9 km weit verschossen werden.

### Panzerung
Um die damals schon sehr hohe Sprengkraft der Torpedos abzufangen, wurde beginnend mit dem Großen Kreuzer Blücher ein völlig neuartiger Torpedoschutz entwickelt, der bei allen folgenden Schlachtschiff- und Schlachtkreuzerklassen beibehalten und kontinuierlich ausgebaut wurde. Die Dicke der Außenhaut betrug lediglich 12 mm. Dahinter befand sich ein mehrere Meter breiter leerer Raum, der äußere Wallgang. In ihm konnte ein Teil der Sprengenergie abgebaut werden. Hinter einer weiteren normalen, aus ungepanzerten Schiffbaustahl bestehenden Wand, dem Wallgangschott, befand sich als zweiter Raum, der innere Wallgang, der als Kohle- oder Ölspeicher diente. Hier wurde weitere Energie abgebaut und sorgte für eine gleichmäßige Belastung des folgenden aus Panzermaterial bestehenden Torpedoschotts. Bei der Nassau-Klasse betrug dessen Wandstärke 20 mm. Deutsche Schlachtschiffe besaßen durch diese Bauweise eine vergleichsweise große Rumpfbreite.

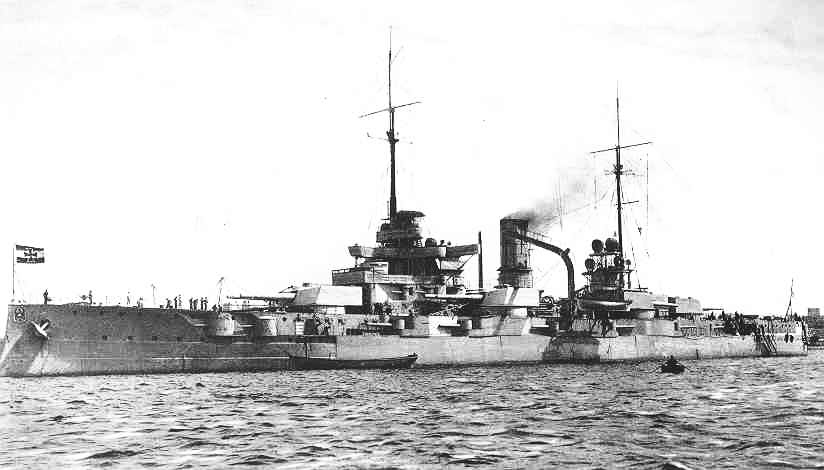
SMS Posen, Backbordseite
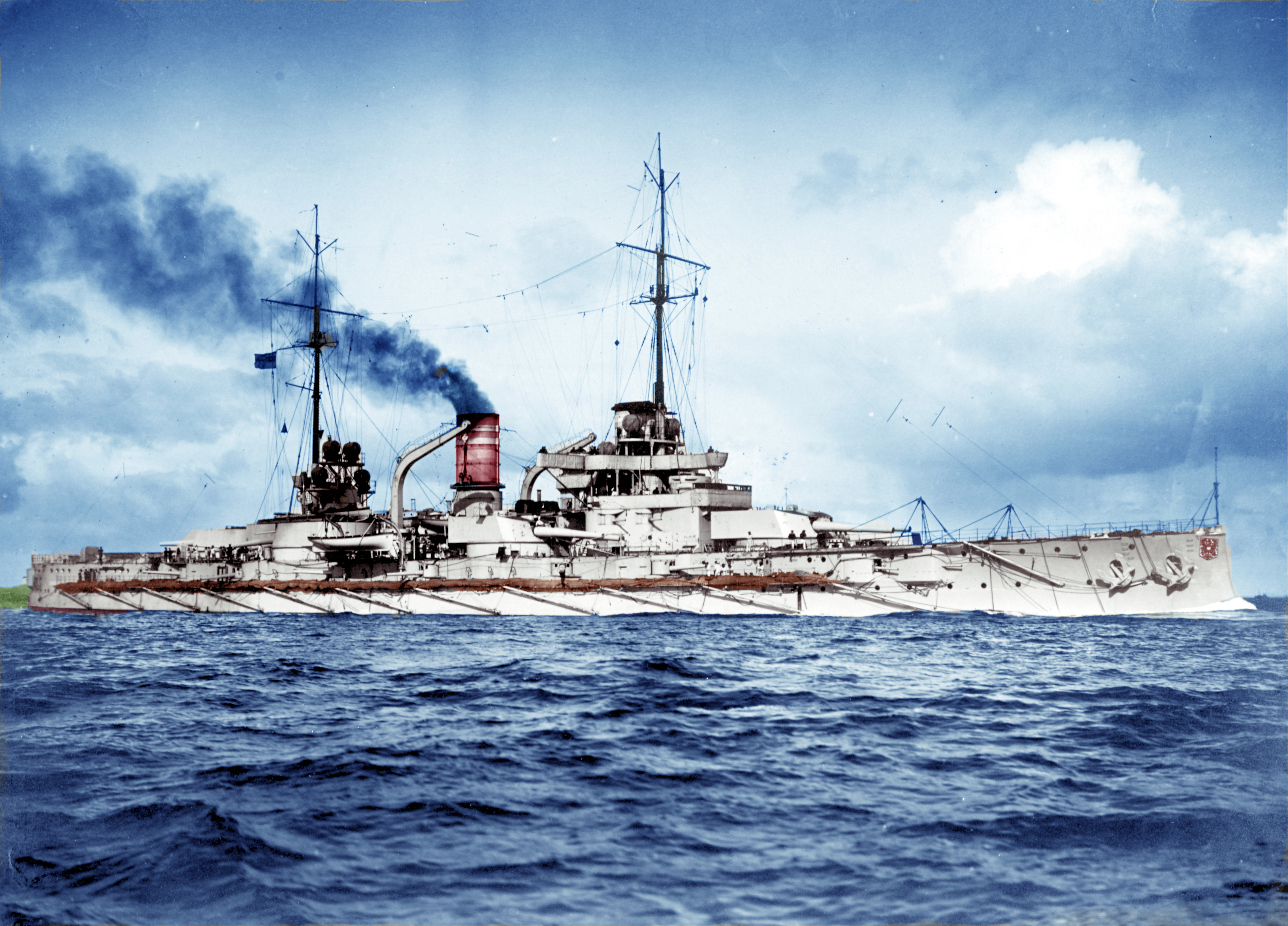
Die SMS Posen 1911, Steuerbordseite